# Jerzy Szelestowski
Jerzy Szelestowski (ur. 25 czerwca 1922, zm. 7 czerwca 1986) – polski żeglarz, propagator żeglarstwa.

## Życiorys
Urodził się 25 czerwca 1922 r. w Henrykowie (parafia Ostrów Maz.), w rodzinie o tradycjach patriotycznych, 2 miesiące po śmierci swojego ojca Walentego (którego młodszym bratem był Stefan Szelestowski). W 1938 r. przeniósł się wraz z matką, Zofią – nauczycielką, do Gdyni, gdzie pracował od 1936 r. jego najstarszy brat. Podjął pracę w Lidze Popierania Turystyki w Gdyni jako przewodnik, jednocześnie uczęszczając na wieczorowe kursy dokształcające.
1 września 1939 r. wstąpił jako ochotnik do Wojska Polskiego, walczył w obronie Gdyni a po zdobyciu Gdyni pracował jako sanitariusz w Szpitalu Miejskim w Gdyni. Po wysiedleniu został wywieziony na roboty przymusowe do Niemiec. Udało mu się stamtąd zbiec, do majątku Strojec w powiecie Wieluń, gdzie nawiązał kontakt z tajną polską organizacją. Przedostał się do Generalnej Guberni i wstąpił do podziemnej organizacji wojskowej. Jako żołnierz Kedyw-u AK był ranny w akcji. Od lipca 1944 r. służył w Oddziale Partyzanckim 29 Pułku Strzelców Kaniowskich Armii Krajowej okręgu Łódź. Po zakończeniu wojny wrócił do Gdyni, tu pracując fizycznie, a po ujawnieniu również jako administrator majątku ZBoWiD. Pracował też społecznie w Związku Uczestników Walki Zbrojnej o Niepodległość i Demokrację a także współorganizował Jacht Klub.
W październiku 1946 r. wyjechał wraz z żoną Marią na tzw. Ziemie Odzyskane do Jasienicy, która wraz z pozostałą częścią enklawy polickiej została właśnie przekazana administracji polskiej. Objął ogrodnictwo i dom mieszkalny z działką; ogrodnictwa zrzekł się w związku z rozpoczęciem pracy etatowej w Szczecinie. Czynnie współtworzył Gminną Spółdzielnię, był pierwszym przewodniczącym Rady Nadzorczej GS. Wstąpił do ZSL. Od 1951 r. pracował w WZGS, następnie w SPHRiN (Szczecińskie Przedsiębiorstwo Hodowli Roślin i Nasiennictwa) jako inspektor bhp, aż do przeniesienia do pracy w ZG PZŻ. Był autorem kilku wniosków racjonalizatorskich i współtwórcą wynalazku (patent 67272 - maska ochronna).
W 1965 r. ukończył Zaoczne Studium Ekonomiczno-Spółdzielcze.
W latach 70. był ławnikiem Sądu Powiatowego i Izby Morskiej w Szczecinie.
Był autorem skryptów i opracowań metodycznych o tematyce żeglarskiej. Publikacje: wydawnictwa COŻ (Manewry na wodzie, Pogodoznawstwo dla żeglarzy, Manewry ostatniej szansy [w:] Konferencja Bezpieczeństwa 1983) i 2 książki zatwierdzone przez Główną Komisję Szkolenia PZŻ jako podstawowy podręcznik w zakresie nauczania manewrowania jachtem na wszystkie stopnie żeglarskie („Vademecum manewrowania jachtem na silniku” i „Vademecum manewrowania jachtem pod żaglami”).
Najważniejsze odznaczenia: Medal Zwycięstwa i Wolności, Odznaka Grunwaldzka, Zasłużonym na Polu Chwały, Zasłużony Działacz Żeglarstwa Polskiego, Brązowy Krzyż Zasługi, Srebrna Odznaka „Zasłużony Pracownik Morza”. 
Zmarł nagle 7 czerwca 1986 r. w Szczecinie, pochowany w Policach – Jasienicy.
Największą jego pasją było żeglarstwo. Z żeglarstwem był związany od lat 30. XX wieku, kiedy to rozpoczynał działalność w Yacht Klubie Polski w Gdyni. Po zakończeniu II wojny światowej włączył się w odbudowę polskiego jachtingu, początkowo w Gdyni, a od 1946 w Szczecinie. Działał w Yacht Klubie Polski, Lidze Morskiej oraz Lidze Przyjaciół Żołnierza. Był współmaszoperem jachtu "Artemis", jak również uczestnikiem pierwszego po wojnie zagranicznego rejsu ze Szczecina na "Hetmanie". Przez kilka lat był komandorem Jacht Klubu Morskiego w Szczecinie. Był instruktorem żeglarstwa i prowadził kursy głównie w Trzebieży. Przewodniczył komisjom egzaminacyjnym, w tym m.in. trzebieskiej i szczecińskiej komisji kapitańskiej. Od 1977 związał się etatowo z Centralnym Ośrodkiem Żeglarskim w Trzebieży, gdzie pracował nawet po przejściu na emeryturę.